# 北塘疃镇
北塘疃乡，是中华人民共和国河北省邢台市广宗县下辖的一个乡镇级行政单位。

## 行政区划
北塘疃乡下辖以下地区：
北塘町村、东庄村、枣元村、丁家庄村、公村、刁家营村、南辛庄村、南塘町村、张古寨村、斥漳村、曹家寨村、荆家寨村、小古堡村、南寺郭村、杨家庄村、北寺郭村、元宝寨村、前张家村、周家寨村、常阜村、前旧店村、后旧店村、东贺固村、西贺固村、东石井村、西石井村、马房营村、张葛营村、新立村、南琵琶村、北琵琶村、油堡村和油坊村。